# Geodia anceps
Espèce
Synonymes
Isops anceps
Synops anceps
Geodia anceps est une espèce d'éponges de la famille des Geodiidae présente dans la partie occidentale de la mer Méditerranée.

## Taxonomie
L'espèce est décrite par Gualtherus Carel Jacob Vosmaer en 1894 sous le nom de Synops anceps. Son syntype vient de Méditerranée occidentale.
L'espèce est considérée synonyme de Geodia geodina depuis 2024.